# Return to the 36 Chambers: The Dirty Version
Return to the 36 Chambers: The Dirty Version este albumul de debut, al rapper-ului american Ol' Dirty Bastard (membru al Wu-Tang Clan). Albumul a fost lansat pe data de 28 martie 1995, la casa de discuri Elektra Records. Dorind să creeze un album solo separat de proiectul Wu-Tang Clan, acesta a semnat cu Elektra Records în ianuarie 1993 și a început procesul de înregistrare care a durat doi ani.

## Producție și Colaborări
Acest album, a fost al II-lea album solo lansat de un membru Wu-Tang, dupa albumul lui Method Man, ,,Tical". Return to the 36 Chambers: The Dirty Version, a fost produs în mare parte de RZA, (verișorul lui O.D.B), acesta fiind ajutat de către O.D.B însuși și afiliații Wu-Tang, True Master și 4th Disciple. Albumul are colaborări cu următorii membrii ai trupei: GZA, RZA, Method Man, Raekwon și Ghostface Killah. Pe lângă colaborările cu membrii trupei albumul, mai are colaborări cu afiliații Wu-Tang, cunoscuți drept Wu-Tang Killa Beez.

### Rezultate
Return to the 36 Chambers: The Dirty Version, a ajuns pe poziția 7, în topul Billboard 200 și, poziția 2 în topul Top R&B/Hip-Hop Albums. În prima săptămână de la lansare albumul, a vândut 81,000 de copii. În 26 Martie 2019, albumul a primit certificatul de platină din partea RIAA.

## Versiuni și Piese
| Număr și Titlu | Textieri                                                                  | Producători                      | Durată |
| --- | ------------------------------------------------------------------------- | -------------------------------- | ------ |
| 01. "Intro" | Russell Jones                                                             | RZA 4th Disciple                 | 4:47   |
| 02. "Shimmy Shimmy Ya" | Jones RZA                                                                 | RZA                              | 2:41   |
| 03. "Baby C'mon" | Jones                                                                     | RZA                              | 3:26   |
| 04. "Brooklyn Zoo" | Jones                                                                     | O.D.B. True Master               | 3:37   |
| 05. "Hippa to Da Hoppa" | Jones RZA                                                                 | RZA                              | 3:01   |
| 06. "Raw Hide" (cu Method Man și Raekwon) | Jones Method Man Raekwon GZA RZA                                          | RZA                              | 4:02   |
| 07. "Damage" (cu GZA) | Jones RZA                                                                 | RZA 4th Disciple (co-producător) | 2:47   |
| 08. "Don't U Know" (cu Killah Priest) | Jones Killah Priest RZA                                                   | RZA                              | 4:26   |
| 09. "The Stomp" | Jones                                                                     | O.D.B. RZA (co-prudcător)        | 2:22   |
| 10. "Goin' Down" | Jones                                                                     | RZA                              | 4:19   |
| 11. "Drunk Game (Sweet Sugar Pie)" | Jones Ethan Ryman                                                         | O.D.B. Ethan Ryman               | 4:20   |
| 12. "Snakes" (cu Killah Priest, RZA, Masta Killa și Buddha Monk)                                                                                        | Jones Killah Priest Masta Killa Ellery Chambers RZA                       | RZA                              | 5:26   |
| 13. "Brooklyn Zoo II (Tiger Crane)" (cu Ghostface Killah)                                                                                               | Jones Ghostface Killah                                                    | RZA                              | 7:20   |
| 14. "Proteck Ya Neck II the Zoo" (cu Buddha Monk, Prodigal Sunn, Zu Keeper, Murdoc, Killah Priest, 12 O'Clock, Shorty Shift Stain și 60 Second Assasin) | Jones Odion Turner Killah Priest Lamar Ruff Frederick Cuffie Jr. Chambers | RZA                              | 4:00   |
| 15. "Cuttin' Headz" (cu RZA) | Jones RZA                                                                 | RZA                              | 2:28   |

| Număr și Titlu         | Textieri                | Producători | Durată |
| ---------------------- | ----------------------- | ----------- | ------ |
| 16. "Dirty Dancin' "   | Jones Method Man        | RZA         | 2:42   |
| 17. "Harlem World"     | Jones Johnie Spivey Sr. | Big Dore    | 6:15   |
| 18. "Ol' Dirty's Back" | Jones Odion Turner      | Popa Chief  | 4:12   |